# Nako Spiru

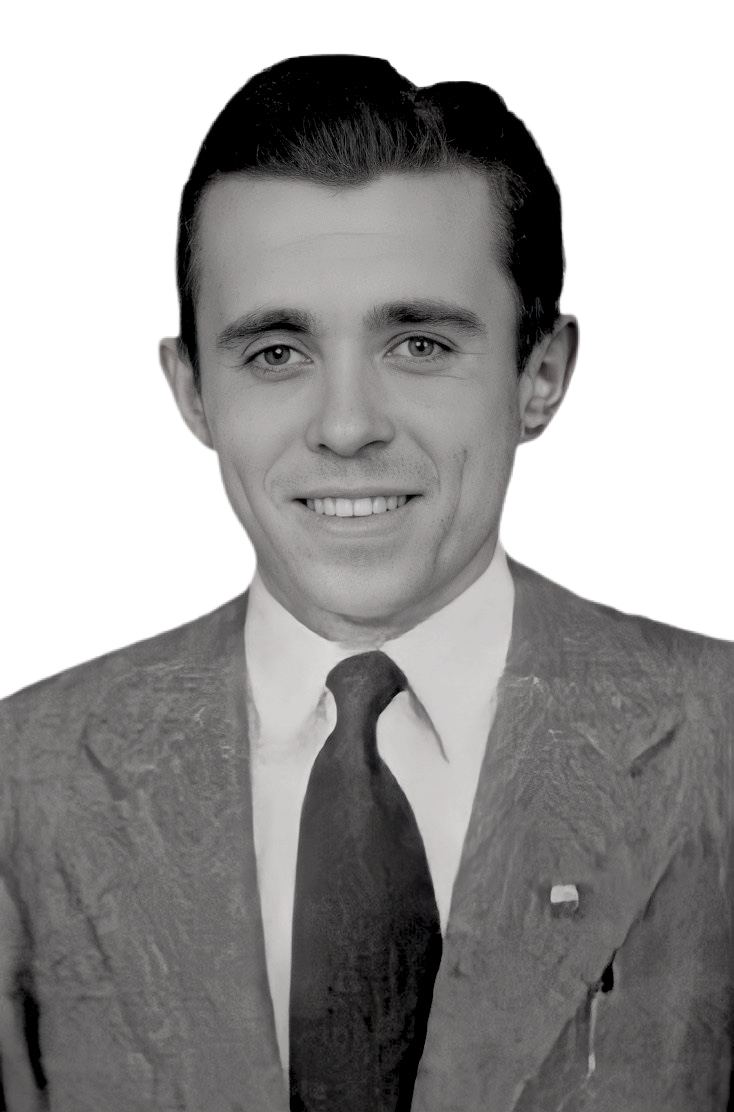
Nako Spiru in 1944

Nako Spiru (Durrës, 4 januari 1918 - november 1947), was een Albanees communistisch politicus.
Nako Spiru was afkomstig uit de Albanese kustplaats Durrës. Spiru had een Grieks-orthodoxe achtergrond. Hij studeerde economie in Turijn en werd na de Italiaanse bezetting van Albanië (1939) een leidende antifascist en verzetsstrijder. In 1941 werd hij lid van de Albanese Communistische Partij (APC) en streed in het Nationale Bevrijdingsleger. In 1943 werd hij in het Politbureau van de APC gekozen.
Na de Tweede Wereldoorlog keerde hij zich scherp tegen de plannen van Koçi Xoxe en Pandi Kristo om Albanië als deelrepubliek op te nemen in de Federale Republiek Joegoslavië. In november 1947 bekritiseerde de Joegoslavische leider Tito Spiru en de anti-Joegoslavische fractie binnen de APC. Gesteund door Tito begon Xoxe een lastercampagne tegen Spiru. Nako Spiru voelde zich alleen gelaten, omdat niemand binnen de partijhiërarchie (zoals Enver Hoxha, de partijleider) hem te hulp schoot. Uiteindelijk pleegde Spiru eind november zelfmoord.